# 1131
1131 (MCXXXI) a fost un an obișnuit al calendarului iulian.

## Evenimente
- 7 ianuarie: Devenit rege al slavilor obodriți, Knud Lavard, nepot al regelui Niels al Danemarcei, este asasinat de către fiul regelui, Magnus; Knud va fi ulterior sacralizat; regatul Danemarcei intră într-o perioadă de criză dinastică, iar Erik al II-lea "cel Memorabil" se revoltă la rândul său împotriva regelui Niels.
- 7 mai: Atentat al sectei asasinilor asupra atabegului de Damasc, Bourri, care este grav rănit.
- 21 august: Moare regele Balduin al II-lea al Ierusalimului fără moștenitori masculini direcți, drept pentru care tronul revine lui Foulque de Anjou, proaspăt sosit în Țara Sfântă; noul rege se căsătorește cu Melisenda, fiica lui Balduin, însă se confruntă cu o situație tensionată în regat (nouă revoltă a cumnatei sale Alix, mișcări de contestare în întreaga Palestină etc). În acest context, suspectat că întreține o relație cu regina Melisenda a Ierusalimului, cavalerul Hugues du Puisset se refugiază la Ascalon, unde încheie o înțelegere cu egiptenii, cu trupele cărora reușește să se impună la Jaffa.
- 8 septembrie: Baronii anglo-normanzi depun jurământ în a o recunoaște pe Matilda, fiica regelui Henric I "Beauclerc", ca moștenitoare în Anglia și Normandia.
- 18 octombrie: Deschiderea conciliului de la Reims; excomunicarea antipapei Anaclet al II-lea.
- 25 octombrie: Deși regele Ludovic al VI-lea "cel Gros" al Franței este încă în viață, Ludovic "cel Tânăr" este consacrat ca rege la Reims de către papa Inocențiu al II-lea, în condițiile în care murise deja fratele său mai mare, Filip.

### Nedatate
- februarie: Înfrânt de către împăratul bizantin Ioan al II-lea Comnen, regele Ștefan al II-lea al Ungariei abdică în favoarea vărului său, Bela al II-lea, și se retrage la mănăstire, unde moare după puțină vreme.
- septembrie: La moartea sultanului selgiucid Mahmud al II-lea, izbucnește un nou război de succesiune; promițând tuturor pretendenților sprijin, califul abbasid Al-Mustarchid bi-llah devine adevăratul arbitru al situației; în continuare, Zengi, atabegul de Mosul, întreprinde un marș asupra Bagdadului.
- Jefuit de normanzi, orașul maritim Amalfi începe să decadă.

## Arte, științe, literatură și filozofie
- Celebra icoană „Teotokos” este transportată de la Vladimir la Kiev.
- Începe construirea pagodei Beisi din China.

## Înscăunări
- 28 aprilie: Bela al II-lea, rege al Ungariei (1131-1141)
- 19 iulie: Ramon Berenguer al IV-lea "cel Bătrân", conte de Barcelona (1131-1162).
- 14 septembrie: Foulque al IV-lea de Anjou, rege al Ierusalimului (1131-1143).
- 25 octombrie: Ludovic al VII-lea, rege al Franței (1131-1180).

## Nașteri
- 14 ianuarie: Valdemar I, rege al Danemarcei (d. 1182)
- Ladislau al II-lea, rege al Ungariei (d. 1163).
- Wilhelm I, rege normand al Siciliei (d. 1166).

## Decese
- 7 ianuarie: Knud Lavard, conte de Schleswig și rege proclamat al slavilor obodriți, asasinat (n. 1096).
- 1 martie: Ștefan al II-lea, rege al Ungariei (n. 1101).
- 30 aprilie: Sfântul Adjutor, senior de Vernon, inițial cruciat, apoi călugăr benedictin.
- 8 iulie: Pierre l'Ermite, preot francez și cruciat (n. cca. 1050)
- 19 iulie: Ramon Berenguer al III-lea, conte de Barcelona (n. 1082).
- 21 august: Balduin de Bourg (Balduin al II-lea), rege al Ierusalimului.
- 4 decembrie: Omar Khayyam, poet, astronom, matematician și filosof din Persia (n. 1048).

### Nedatate
- septembrie: Mahmud al II-lea, sultan selgiucid (n. 1105).
- Bohemund al II-lea de Antiohia, principe de Antiohia (n. 1108).
- Joscelin I, conte de Edessa.
- Pierre de Bruys, predicator francez (n. 1095)
- Wilhelm I de Luxemburg (n. 1081)